# Hevia
José Ángel Hevia Velasco, kendt under sit kunstnernavn Hevia (født 11. oktober 1967 i Villaviciosa , Asturien), er en spansk sækkepibespiller, der mere specifikt spiller på gaita asturiana (spansk sækkepibe). Han optræder ofte med sin søster, María José, på trommer. I 1992 modtog han førstepræmien som solo-sækkepibespiller ved Festival Interceltique de Lorient, Bretagne.
Han er muligvis mest kendt for sin komposition "Busindre Reel" fra 1998, der udkom på hans første album Tierra de Nadie. Hevia er kendt for at hjælpe med at opfinde et særligt mærke af MIDI elektroniske sækkepiber, som han ofte har optrådt med. Instrumentet blev udviklet sammen med Alberto Arias (elev og computerprogrammør) og teknikeren Miguel Dopico.
To af Hevias numre, "La Línea Trazada" og "El Garrotin" er blevet brugt i computerspillet Vigilante 8: 2nd Offense. Hans musik har også været brugt i Walt Disney World ved Epcot, umiddelbart før fyrværkeri-showet IllumiNations: Reflections of Earth.

## Diskografi
- Hevia (1991)
- Tierra de Nadie (No Man's Land), 1998; udgivet i 1999 på verdensplan
- Al Otro Lado (At the Other Side), 2000
- Etnico Ma Non Troppo, 2003
- Obsesión, 2007
- Lo Mejor De Hevia, 2009